# 川口ゆり子
川口 ゆり子（かわぐち ゆりこ、1950年9月27日 - ）は、日本のバレリーナ・振付家・バレエ指導者である。橘秋子のもとでバレエを始め、牧阿佐美バレヱ団でプリンシパル・ダンサーとして主役級の役を多く踊った。1989年に「ユースバレエ・シャンブルウエスト」を設立し、1999年に「バレエ シャンブルウエスト」と改称して芸術監督を務める。2006年、舞踊部門で芸術選奨文部科学大臣賞を受賞した。夫は同じくバレエダンサー・振付家・バレエ指導者で、同バレエ団の総監督・代表を務める今村博明（いまむら ひろあき）。

## 経歴
東京都出身。橘バレヱ学校でバレエを始めてその才能を橘秋子に見い出され、若手バレリーナとして少女雑誌の表紙を飾るなど読者たちのアイドル的存在であった。1964年、15歳で橘振付の『運命』（ルートヴィヒ・ヴァン・ベートーヴェン作曲）で主役デビューを果たし、1964年と1965年には『くるみ割り人形』（牧阿佐美振付）でクララ役を踊った。1969年にはニューヨークに留学し、イゴール・シュベッツオフに師事した。帰国後も順調にキャリアを重ねて、牧阿佐美バレヱ団のプリマ・バレリーナとして多くの作品で重要な役を踊った。1971年、橘秋子振付『鷲と少女』（小杉太一郎作曲）、ジャン・コラーリほか振付『ジゼル』（アドルフ・アダン作曲）で芸術選奨新人賞を受賞した。
1972年、芸術選奨新人賞を受賞した後の川口に試練が訪れた。20代半ばで腎臓結石を患い、舞台から離れざるを得なくなった時期があった。牧阿佐美が今後を心配して「踊れなくなるから手術はよくない」と言ったが、川口は前途を悲観して引きこもってしまい、2年近いブランクが続いた。川口の状態を気遣った服部智恵子が「もう1度踊りなさい」という内容の手紙を送り、それに勇気づけられた彼女は、また舞台に戻る決意を固めた。
川口は「コール・ド・バレエの隅っこでもいいから踊りたい」という気持ちを糧に、腎臓結石を手術なしで治癒させた。牧は稽古場に戻るようにと川口を誘い、それに応じて舞台復帰した。復帰後、最初の舞台は『ラ・バヤデール』のコール・ド・バレエの一員であった。当時の牧阿佐美バレヱ団では、主役級を務めていた森下洋子や大原永子のようなスターダンサーであってもコール・ド・バレエの一員のような役柄もしばしば踊っていたため、川口もコール・ド・バレエとして踊ることには抵抗はなかったという。『ラ・バヤデール』でコール・ド・バレエ24人の最後の1人として舞台に立ったとき、川口は「私はやっぱり踊っていないとダメなんだ」との気づきを得た。後に川口はこの時期を回顧して、「病気の前は自分のことで頭がいっぱいで、周囲のことが見えなかった。舞台を離れて裏方さんの気持ちとかが分かるようになりましたね」と語っている。
1979年、川口にとって重要な出会いが訪れた。川口は牧阿佐美バレヱ団に『ライモンダ』（アレクサンドル・グラズノフ作曲）を振り付けるために来日したテリー・ウエストモーランドから指導を受けた。ウエストモーランドはロイヤル・バレエ団の出身で、牧阿佐美バレヱ団には『ライモンダ』の他、『白鳥の湖』、『眠れる森の美女』を振り付けた人物であり、ロシア革命以前に遡ってロシア・バレエの原典を尊重した上での綿密な時代考証に基づいた舞台造りを手がけていた。ウエストモーランドは優れたバレエ指導者であり、牧阿佐美バレヱ団のダンサーたちに丁寧な指導を行った。川口は『ライモンダ』ではアンダースタディであったが、舞台の本番で1日だけタイトルロールのライモンダを踊ることができた。ウエストモーランドの作品は細やかな計算の上で堅固に構築されていて、最初の登場部分から違っていたという。川口はウエストモーランドについて「この経験で団員はみんなガラッと変わったと思う」と述懐し、「今思うと、病気とテリー先生との出会いが私の転機でした」と語っている。
1973年、スコットランドのアバディーンで開催された国際ユースフェスティヴァルに参加して橘秋子振付『戦国時代』（小杉太一郎作曲）のグラン・パ・ド・ドゥを踊ったのを始めとして、1978年と1990年の牧阿佐美バレヱ団海外公演で主役を踊った。1982年にはポルトガル国立バイラード・バレエ団の招聘によって『ライモンダ』の主役を踊った他、テリー・ウエストモーランドの招きで1980年と1981年の2年連続でフランスのバレエフェスティヴァルに出演するなど、日本国外での舞台出演も多い。芸術選奨新人賞（1971年）の他、服部智恵子賞（1986年）、橘秋子特別賞（1997年）、芸術選奨文部科学大臣賞と紫綬褒章（2006年）など、多くの受賞歴がある。

## 指導者として
川口は1973年に、地元の八王子で「川口ゆり子バレエスクール」を設立した。1989年、夫の今村とともに優秀な生徒が踊る場を確保する目的で、オーディションで選抜された「バレエメイツ」で構成される「ユースバレエ・シャンブルウエスト」を発足し、1999年に「バレエ シャンブルウエスト」と改称した。川口の門下からは、逸見智彦（新国立劇場バレエ団オノラブル・ダンサー）や佐々木万璃子（2010年ローザンヌ国際バレエコンクールスカラシップ賞受賞）などが出ている。
舞台作品の創作では、今村が考えた台本をもとに一緒に振付にあたり、ダンサーとして出演もしている。1993年に初演した『シンデレラ』（セルゲイ・プロコフィエフ作曲）は、八王子市の協力で八王子市民会館自主事業公演として行われたもので、初めて全幕の振付を担当した作品であった。このときは、川口の亡父が紗幕を残してくれたといい、思い出深い作品として挙げている。『タチヤーナ』（ピョートル・チャイコフスキー作曲）はアレクサンドル・プーシキンの名作『エヴゲーニイ・オネーギン』をバレエ化した作品で、2002年度芸術祭大賞受賞作品、2002年度音楽舞踏新聞制定邦人作品ベスト3に選ばれるなど評価の高い作品であった。川口はこの作品でタイトルロールのタチヤーナを踊って高く評価され、同年の『シンデレラ』主演とともに2006年の芸術選奨文部科学大臣賞受賞につながった。なお、芸術選奨文部科学大臣賞の贈賞理由には「優れたダンサーを多数育て自ら主宰するバレエ・シャンブルウエストを一流のバレエ団に育て上げた」との理由も挙げられていた。
川口はかつて大病を乗り越えた経験から、舞台作品の創作や後進の育成の他に自身や生徒たちの体調管理も重要視している。川口は腎臓結石の他に、若い頃にはトコロテンのみを食べるようなダイエットを実行して体調を崩した経験があった。そのため生徒たちにはダイエットのやりすぎに気をつけるように注意するとともに、体を冷やさないことなど体調管理面でのアドバイスも心がけている。